# Консіз
Консіз (фр. Concise) — громада  в Швейцарії в кантоні Во, округ Юра-Нор-Водуа.

## Географія
Громада розташована на відстані близько 60 км на захід від Берна, 36 км на північ від Лозанни.
Консіз має площу 11,4 км², з яких на 9% дозволяється будівництво (житлове та будівництво доріг), 24,5% використовуються в сільськогосподарських цілях, 66,3% зайнято лісами, 0,3% не є продуктивними (річки, льодовики або гори).

## Демографія
2019 року в громаді мешкало 1024 особи (+31,5% порівняно з 2010 роком), іноземців було 14,6%. Густота населення становила 90 осіб/км².
За віковим діапазоном населення розподілялося таким чином: 23% — особи молодші 20 років, 58,5% — особи у віці 20—64 років, 18,5% — особи у віці 65 років та старші. Було 441 помешкань (у середньому 2,3 особи в помешканні).
Із загальної кількості 258 працюючих 68 було зайнятих в первинному секторі, 19 — в обробній промисловості, 171 — в галузі послуг.